# ساتيرو دياس
ساتيرو دياس بلدية في ولاية باهيا في المنطقة الشمالية الشرقية من البرازيل.